# بوب بوسوستو
بوب بوسوستو (8 يونيو 1934 - 28 ديسمبر 1997) كان لاعب كرة القدم الأسترالي الذي لعب مع كارلتون في دوري كرة القدم الفيكتوري (VFL ).
كما لعب ابنه بيتر دور كارلتون في الثمانينيات.